# Microcreagrina madeirensis
Microcreagrina madeirensis är en spindeldjursart som beskrevs av Volker Mahnert 1993. Microcreagrina madeirensis ingår i släktet Microcreagrina och familjen spinnklokrypare. Inga underarter finns listade i Catalogue of Life.